# کلیسای مسیح منجی، گیومری

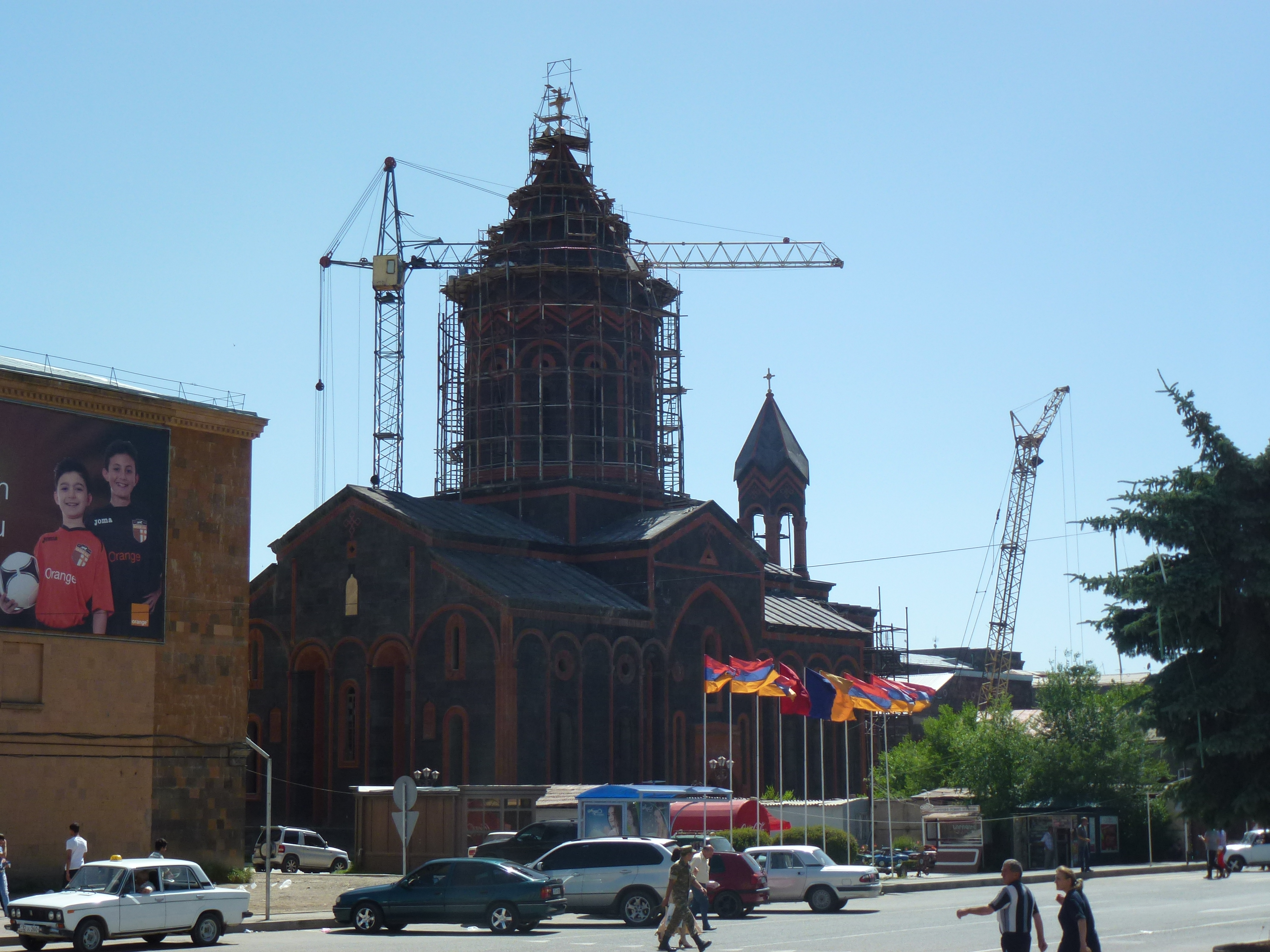

کلیسای مسیح منجی، گیومری (به ارمنی: Սուրբ Ամենափրկիչ Եկեղեցի) کلیسایی متعلق به سده نوزدهم میلادی که در شهر گیومری ارمنستان واقع. آن در بین سال‌های ۱۸۵۸ تا ۱۸۷۲ ساخته شده‌است. معمار این کلیسا توسط تادئوس آندیکیان انجام شده‌است. وی این بنا را به سبک Domed basilica طراحی کرده است.
در اوایل دهه ۱۹۳۰ میلادی، آن توسط حکومت شوروی مصادره شد و اندکی بعد در سال ۱۹۳۲ ویران شد. دیرتر در سال ۱۹۶۴، اندکی مرمت شد 